# Tremont Township (Missouri)
Tremont Township est un township du comté de Buchanan dans le Missouri, aux États-Unis,. En 2000, sa population s'élève à 634 habitants. Le township est fondé en 1839.

## Source de la traduction
- (en) Cet article est partiellement ou en totalité issu de l’article de Wikipédia en anglais intitulé « Tremont Township, Buchanan County, Missouri » (voir la liste des auteurs).